# Call of Duty: Black Ops 4
Call of Duty: Black Ops 4, zapisywane jako Call of Duty: Black Ops IIII – komputerowa gra akcji wyprodukowana przez amerykańskie studio Treyarch. Kolejna gra z serii po Call of Duty: WWII (2017) oraz kontynuacja Call of Duty: Black Ops III (2015). Premiera gry odbyła się 12 października 2018 roku na platformę PC, PlayStation 4 i Xbox One.

## Fabuła
Akcja gry została osadzona pomiędzy wydarzeniami z Call of Duty: Black Ops II i Call of Duty: Black Ops III. Gra przedstawia historie związane z poszczególnymi specjalistami.

## Produkcja i wydanie
9 lutego 2018 wydawca Activision potwierdził, że produkcją kolejnej gry z serii Call of Duty zajmie się studio Treyarch. 6 marca w ofercie sklepu GameStop pojawiły się koszulki z nazwą Call of Duty Black Ops 4, oraz został opublikowany film, na którym amerykański koszykarz James Harden nosił czapkę z logo Call of Duty: Black Ops 4. Gra została zapowiedziana przez Activision dzień później. Jako pierwsza z serii wersja gry na PC zostanie wydana wyłącznie na platformie Battle.net. Według Activision prezentacja gry była najczęściej odtwarzaną spośród wszystkich gier w historii serii.